# Bikketti
Bikketti là một thị xã panchayat của quận The Nilgiris thuộc bang Tamil Nadu, Ấn Độ.

## Nhân khẩu
Theo điều tra dân số năm 2001 của Ấn Độ, Bikketti có dân số 6850 người. Phái nam chiếm 49% tổng số dân và phái nữ chiếm 51%. Bikketti có tỷ lệ 71% biết đọc biết viết, cao hơn tỷ lệ trung bình toàn quốc là 59,5%: tỷ lệ cho phái nam là 80%, và tỷ lệ cho phái nữ là 62%. Tại Bikketti, 9% dân số nhỏ hơn 6 tuổi.